# Творогово (Тверская область)
Тво́рогово — деревня в Кимрском районе Тверской области России. Входит в состав Печетовского сельского поселения.

## География и транспорт
Деревня Творогово по автодорогам расположена в 34 км к северо-западу от города Кимры, в 42 км от железнодорожной станции Савёлово, и в 172 км от МКАД.
Деревня находится рядом с рекой Большая Пудица и окружена массивом мелколиственных и хвойных лесов. Почва в деревне в большинстве своем относится к супесям, во многих местах присутствуют значительные залежи торфа. К северо-востоку от деревни находится Битюковское болото.
Ближайшие населенные пункты — деревни Биколово, Бересловлево, Паскино и Николо-Неверьево.

## История
Деревня Творогово впервые появляется на карте Тверского наместничества 1792 г.
В 1931 г. деревня Творогово вошла в состав Кимрского района Московской области, с 1935 года — Калининской области.
С начала 1990-х гг. деревня была в составе Паскинского сельского округа (ликвидирован в 2006 г.). В 2006 г. деревня Творогово вошла в состав новообразованного Печетовского сельского поселения.

## Население
| 1859 | 2002 | 2010 |
| ---- | ---- | ---- |
| 127  | ↘12  | ↘9   |

### Известные жители
- Фёдоров, Николай Иванович (1932—1997) — слесарь завода электронной промышленности, Герой Социалистического Труда (1981).

## Достопримечательности
- река Большая Пудица и близлежащие леса пользуются большой популярностью у рыболовов и охотников.

## Учреждения
На момент 2018 года жители деревни ездят в среднюю общеобразовательную школу деревни Неклюдово, а также в город Кимры. За медицинскими услугами — в Печетовский ФАП, а также в город Кимры.
Ближайший банкомат и отделение Сбербанка находятся в городе Кимры.